# Movimiento Bolivariano Revolucionario 200
Movimiento Bolivariano Revolucionario 200, eller MBR-200, var den politiska och sociala rörelse som grundades av Hugo Chávez.